# ホンダ・ドリームCB500FOUR
DREAM CB500FOUR（ドリーム シービーごひゃくフォア）は、かつて本田技研工業が製造・販売していたオートバイ（大型自動二輪車）である。本項では後継車種で排気量を増大させたDREAM CB550FOUR（ドリーム シービーごひゃくごじゅうフォア）についても解説を行う。

## 概要
1969年8月にCBシリーズのフラグシップモデル的存在として4気筒エンジンを搭載するドリームCB750FOURが発売されたが、同モデルは当時のオートバイとしては最大級の排気量で車体も非常に大きく、当時の標準的日本人では扱いにくい一面も存在した。このため「大型クラスとは思えない取り扱い易さ」をコンセプトにCB4気筒シリーズ第二弾として開発・製造・販売されたのが本モデルである。

## CB500FOUR

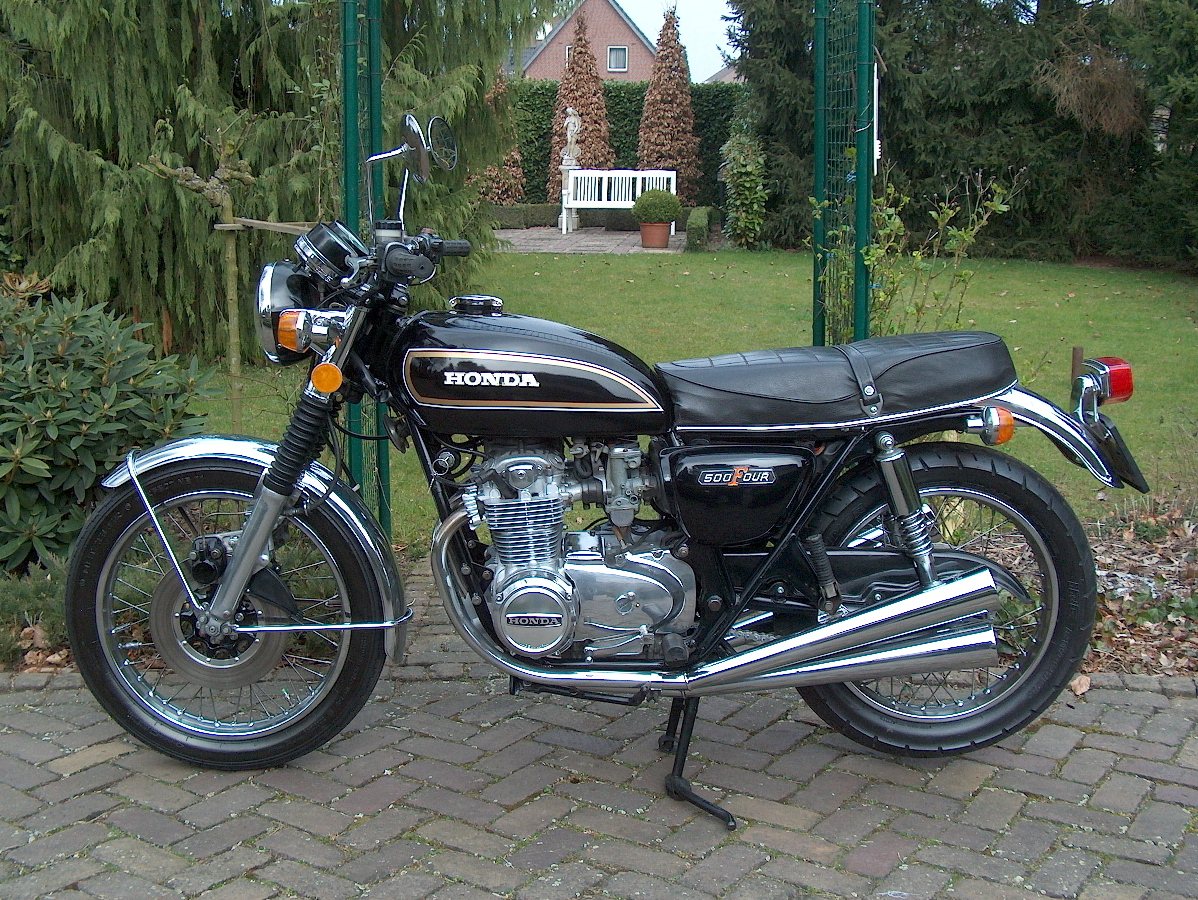
CB500FOUR
（輸出仕様K2モデル）
※マフラーは非オリジナル

1971年3月2日発表、同年4月1日発売。日本国内のみならず海外へも輸出販売された。
空冷4ストローク2バルブSOHC4気筒エンジンを搭載し、4本出しマフラー・前輪ディスクブレーキを装備する点はCB750FOURと同様であるが、ダブルクレードルフレームならびに車体も寸法もひとまわり小型である。
搭載されるCB500FE型エンジンは、内径x行程を56.0x50.6（mm）に、圧縮比を9.0に設定、排気量498ccから最高出力48ps/9,000rpm・最大トルク4.1kgf・m/7.500rpmのスペックをマーク。変速機は左足動式5段マニュアルトランスミッションを搭載する。
オートバイとしては日本で初めてパッシングスイッチを装備したほか、発売と同時に施行された「新型車への騒音規制」に対応させるためマフラーの消音対策を強化した。
- このためカタログでは「静かなる男のための500（FOR THE QUIET RIDER）」というキャッチコピーが使われ「静」のイメージが強調された。

1973年にリフレクター・尾灯の大型化ならびにカラーリングを追加するマイナーチェンジを実施したが、1974年に後述するドリームCB550FOURへモデルチェンジされ生産中止となった。

## CB550FOUR

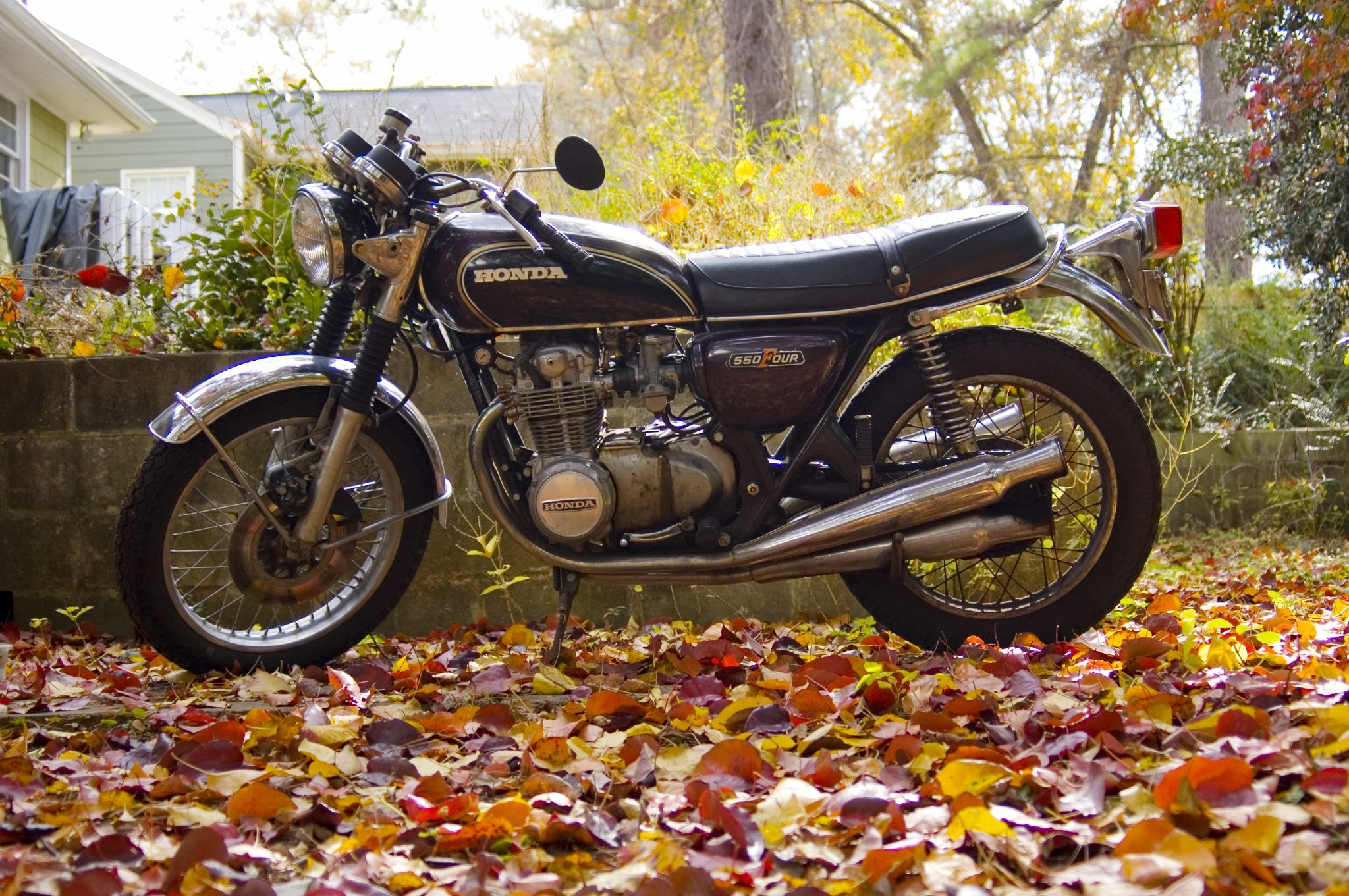
CB550FOUR
（輸出仕様）

1974年2月14日発表、同日発売。日本国内のみならず海外へも輸出販売された。
前述したドリームCB500FOURのエンジン排気量をアップさせたモデルチェンジ車であり、以下は主な変更点である。
- 搭載エンジンをCB550FE型へ変更。
  - シリンダー内径を2.5 mmアップさせた58.5 mmとし、排気量を544 ccに拡大。
  - 最高出力50 ps/8,500 rpm・最大トルク4.4 kgf・m/7.500 rpmに増強。
- 後輪18インチタイヤの幅を3.50インチから3.75インチに拡大。
- 方向指示器の出し忘れならびに戻し忘れを防止する観点からウインカーブザーを搭載。
- ウインカースイッチを2モーション化。
- ヘッドライトをハイビーム・ロービーム切替時に消灯しないオーバーラップ式に変更。
- メーター類を大型化。
- 燃料タンクキャップをキー開閉式に変更。
- バックミラーを大型化し左右標準装備に変更。
- ステップを可倒式に変更。
- ディスクブレーキに泥よけカバーを装着。
- トランスミッションがいずれかのギアに入っている場合はスターターモーターを作動させないニュートラルセーフティスターターを採用。
- フューズをメインスイッチ・ヘッドランプ・尾灯の系統に分離。

主に安全面を強化する対策が施された。

1975年（昭和50年）10月にカラーリングを変更するマイナーチェンジを実施。また本モデルには以下の派生モデルが存在する。

### CB550FOUR-II

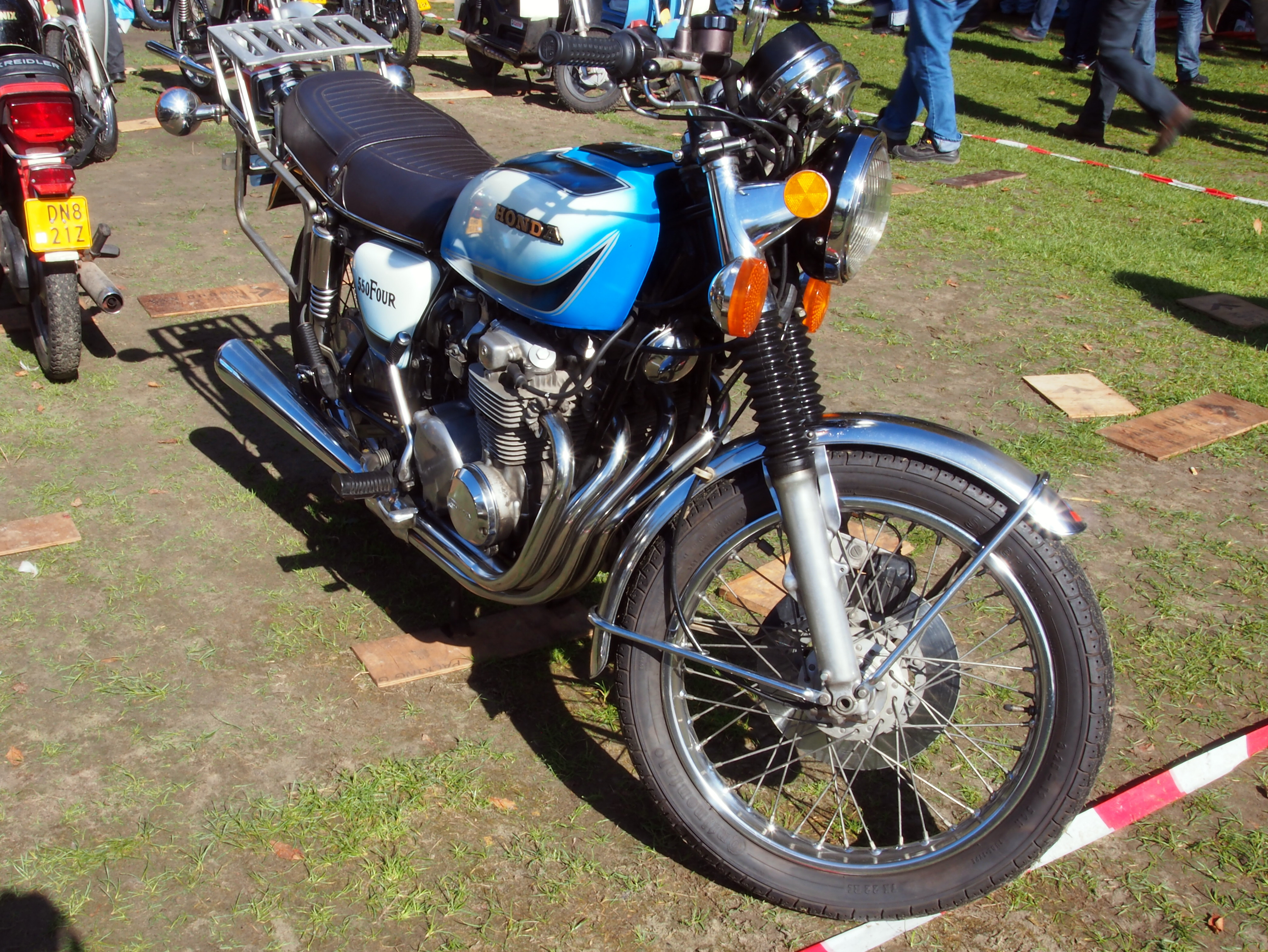
CB550FOUR-II
（輸出仕様）

1975年6月24日発表、同日発売の追加車種。
最大の相違点はマフラーがCB400FOURやCB750FOUR-IIと同様に4into1の集合管を採用した点であるが、以下の改良も実施された。
- 吸気効率向上ならびに吸気騒音減少の観点からエアクリーナーにインテークダクトを新設。
- 燃料タンク容量を17 Lに増量。
- キーを両面キーに変更。さらにステアリングロック兼用とし上面に移設。
- サイドスタンド自動収納機構、バンクセンサーを装備。

### CB550FOUR-K
1977年4月21日発表、同月22日発売。

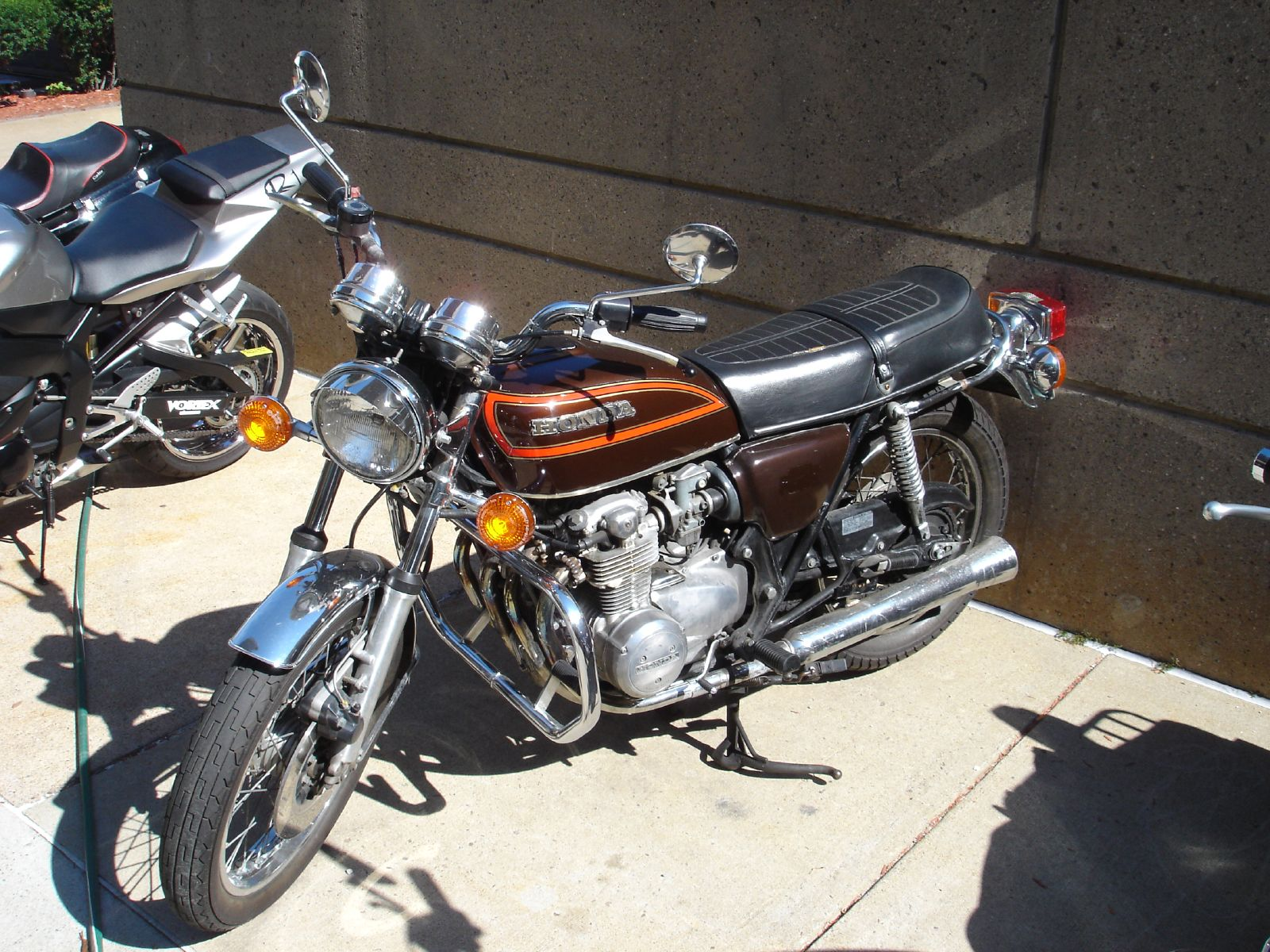
CB550FOUR-K
（輸出仕様）
※マフラーは非オリジナル

事実上のマイナーチェンジモデルで以下の変更を実施。
- 燃料タンクを16 Lに増量。
- CB550FOUR-IIで採用された新機構を採用。
- マフラーをCB750FOUR-Kで採用されたメガホンタイプに変更。
- フロントフォークをインナーチューブ方式に変更。

本モデルは1979年（昭和54年）にCB650へモデルチェンジされ生産中止となった。

## 白バイ仕様
CB500FOUR・CB550FOUR共に都道府県警察向けに仕様を一部変更した白バイの納入実績がある。なおCB550FOURの1976年以降納入車はCB550FPの名称で特化した仕様とされたほか、1982年に公開された日本映画「オン・ザ・ロード」では主人公の警官が乗務する劇中車として登場する。

## 諸元
| 車名                | CB500FOUR                                 | CB550FOUR                                 | CB550FOUR-II                              | CB550FOUR-K                               |
| モデルイヤー        | 1971                                      | 1974                                      | 1975                                      | 1977                                      |
| 全長（m）           | 2.105                                     | 2.110                                     | 2.115                                     | 2.160                                     |
| 全幅（m）           | 0,825                                     | 0.830                                     | 0.835                                     | 0.830                                     |
| 全高（m）           | 1.115                                     | 1.120                                     | 1.110                                     | 1.115                                     |
| 最低地上高（m）     | 0.165                                     | 0.155                                     | 0.160                                     | 0.160                                     |
| ホイールベース（m） | 1.405                                     | 1.405                                     | 1.405                                     | 1.405                                     |
| 車両重量（kg）      | 196                                       | 207                                       | 206                                       | 212                                       |
| 60㎞/h定地走行燃費  | 34km/L                                    | 33km/L                                    | 35km/L                                    | 33km/L                                    |
| 最低回転半径（m）   | 2.4                                       | 2.4                                       | 2.4                                       | 2.4                                       |
| 原動機型式名        | CB500E                                    | CB550E                                    | CB550E                                    | CB550E                                    |
| エンジン型式        | 空冷4ストローク2バルブSOHC4気筒           | 空冷4ストローク2バルブSOHC4気筒           | 空冷4ストローク2バルブSOHC4気筒           | 空冷4ストローク2バルブSOHC4気筒           |
| 総排気量            | 498cc                                     | 544cc                                     | 544cc                                     | 544cc                                     |
| 内径x行程（mm）     | 56.0x50.6                                 | 58.5x50.6                                 | 58.5x50.6                                 | 58.5x50.6                                 |
| 圧縮比              | 9.0                                       | 9.0                                       | 9.0                                       | 9.0                                       |
| キャブレター        | PW22x4基                                  | PW22x4基                                  | PW22x4基                                  | PW22x4基                                  |
| 最高出力            | 48ps/9,000rpm                             | 50ps/8,500rpm                             | 50ps/8,500rpm                             | 50ps/8,500rpm                             |
| 最大トルク          | 4.1kg-m/7,500rpm                          | 4.4kg-m/7,500rpm                          | 4.4kg-m/7,500rpm                          | 4.4kg-m/7,500rpm                          |
| 始動方式            | セル・キック併用式                        | セル・キック併用式                        | セル・キック併用式                        | セル・キック併用式                        |
| 潤滑方式            | ドライサンプ圧送式飛沫式併用              | ドライサンプ圧送式飛沫式併用              | ドライサンプ圧送式飛沫式併用              | ドライサンプ圧送式飛沫式併用              |
| 潤滑油容量          | 3.0L                                      | 3.2L                                      | 3.2L                                      | 3.2L                                      |
| 燃料タンク容量      | 14L                                       | 14L                                       | 17L                                       | 16L                                       |
| クラッチ            | 湿式多板コイルスプリング                  | 湿式多板コイルスプリング                  | 湿式多板コイルスプリング                  | 湿式多板コイルスプリング                  |
| 変速方式            | 左足動式リターン                          | 左足動式リターン                          | 左足動式リターン                          | 左足動式リターン                          |
| 変速機              | 常時噛合5段                               | 常時噛合5段                               | 常時噛合5段                               | 常時噛合5段                               |
| 1速                 | 2.353                                     | 2.353                                     | 2.353                                     | 2.353                                     |
| 2速                 | 1.636                                     | 1.636                                     | 1.636                                     | 1.636                                     |
| 3速                 | 1.269                                     | 1.269                                     | 1.269                                     | 1.269                                     |
| 4速                 | 1.036                                     | 1.036                                     | 1.036                                     | 1.036                                     |
| 5速                 | 0.900                                     | 0.900                                     | 0.900                                     | 0.900                                     |
| 1次減速比           | 3.246                                     | 3.063                                     | 3.063                                     | 3.063                                     |
| 最終減速比          | 2.000                                     | 2.176                                     | 2.176                                     | 2.176                                     |
| フレーム形式        | ダブルグレードル式                        | ダブルグレードル式                        | ダブルグレードル式                        | ダブルグレードル式                        |
| サスペンション      | テレスコピック（前）/スイングアーム（後） | テレスコピック（前）/スイングアーム（後） | テレスコピック（前）/スイングアーム（後） | テレスコピック（前）/スイングアーム（後） |
| キャスター          | 64°                                       | 64°                                       | 64°                                       | 64°                                       |
| トレール            | 105.0mm                                   | 105.0mm                                   | 105.0mm                                   | 105.0mm                                   |
| タイヤ（前）        | 3.25-19-4PR                               | 3.25-19-4PR                               | 3.25S-19-4PR                              | 3.25S-19-4PR                              |
| タイヤ（後）        | 3.50-18-4PR                               | 3.75-18-4PR                               | 3.75S-18-4PR                              | 3.75S-18-4PR                              |
| ブレーキ（前）      | 油圧式シングルディスク                    | 油圧式シングルディスク                    | 油圧式シングルディスク                    | 油圧式シングルディスク                    |
| ブレーキ（後）      | ロッド式リーディング・トレーディング      | ロッド式リーディング・トレーディング      | ロッド式リーディング・トレーディング      | ロッド式リーディング・トレーディング      |
| 標準現金価格        | \335,000                                  | \355,000                                  | \398,000                                  | \419,000                                  |
| ------------------- | ----------------------------------------- | ----------------------------------------- | ----------------------------------------- | ----------------------------------------- |